# 雷蒙德·卡特尔
雷蒙德·伯纳德·卡特尔 （英語：Raymond Bernard Cattell，1905年3月20日—1998年2月2日），是一名英国和美国心理学家，创立晶体智力和流体智力理论解释人类认知能力。在卡特尔92年的人生中，以多产著称，最终发表了55本著作，约500篇论文，以及30项标准测验。  
卡特尔致力于使用严格的科学方法，他很早就建议将要素分析方法应用于心理学，以取代他所称的“口头理论”。卡特尔在应用要素分析方面最重要的成就之一是分析出人类个性的16种根源特质。他相信，通常人们所理解的个性，只是可以观察到的外显行为，属于表面特质；它们由16种根源特质所决定。而深源特質分為三類，分別為能力特質、氣質特質、動力特質。能力特質與使個人運作有效率的技巧與能力有關；氣質特質則與個人的情緒生活及其行為特性有關；動力特質個人的奮鬥力量、動機、自認重要的追求目標有關。

## 创新与成就
- 流体智力与晶体智力

1997年，美国心理学会(APA)为92岁的卡特尔颁发“心理科学终生成就金质奖章”。不过，在奖章颁发之前，一名伊利诺斯大学的校友巴里·梅赫勒，通过他的非营利基金会ISAR公开发起挑战，反对卡特尔  （页面存档备份，存于），控告卡特尔同情种族主义和法西斯主义  （页面存档备份，存于）

## 著作
Template:See details

## 论文
Template:See details